# 49700 Mather
49700 Mather este un asteroid din centura principală de asteroizi.

## Descriere
49700 Mather este un asteroid din centura principală de asteroizi. A fost descoperit pe 1 noiembrie 1999 la Uccle de Eric Walter Elst și Sergij Ivanovič Ipatov. Asteroidul prezintă o orbită caracterizată de o semiaxă mare de 2,17 ua, o excentricitate de 0,06 și o înclinație de 3,6° în raport cu ecliptica.